# Stosicia aberrans
Stosicia aberrans är en snäckart som först beskrevs av C. B. Adams 1850.  Stosicia aberrans ingår i släktet Stosicia och familjen Rissoidae. Inga underarter finns listade i Catalogue of Life.